# أيه جاي هامونز
أيه جاي هامونز (بالإنجليزية: A. J. Hammons)‏ مواليد 27 أغسطس 1992 في غاري، هو لاعب كرة سلة أمريكي. بدأ مسيرته الاحترافية في سنة 2016. تم اختياره من قبل فريق دالاس مافيريكس خلال الدرافت. يلعب مع دالاس مافيريكس في الرابطة الوطنية لكرة السلة كلاعب وسط. يحمل الرقم 20. يبلغ طوله 7 قدم 0 بوصة (2.1 م).

## إحصائيات المسيرة

### الموسم الاعتيادي
| السنة   | الفريق         | لعب | بدأ | دقيقة | ميداني% | ثلاثية | حرة  | ارتداد | صنع | استلاب | تصدي | نقطة |
| ------- | -------------- | --- | --- | ----- | ------- | ------ | ---- | ------ | --- | ------ | ---- | ---- |
| 2016–17 | دالاس مافيريكس | 22  | 0   | 7.4   | .405    | .500   | .450 | 1.6    | .2  | .0     | .6   | 2.2  |
| المسيرة | المسيرة        | 22  | 0   | 7.4   | .405    | .500   | .450 | 1.6    | .2  | .0     | .6   | 2.2  |

## روابط خارجية
- أيه جاي هامونز على موقع إن بي أي (الإنجليزية)
- أيه جاي هامونز على موقع سبورتس رفرنس (الإنجليزية)
- أيه جاي هامونز على موقع كرة السلة الأوروبية.كوم (الإنجليزية)
- أيه جاي هامونز على موقع DraftExpress.com (الإنجليزية)
- أيه جاي هامونز على موقع إي إس بي إن.كوم (الإنجليزية)
- أيه جاي هامونز على موقع كلية كرة السلة في سبورتس رفرنس.كوم (الإنجليزية)
- أيه جاي هامونز على موقع ريلجم (الإنجليزية)
- أيه جاي هامونز على موقع بروبوليرز (الإنجليزية)
- أيه جاي هامونز على موقع سبورتس رفرنس (الإنجليزية)